# Compromisso (álbum de Ellas)
Compromisso é o segundo álbum de estúdio do grupo Ellas, lançado pela MK Music em 2003.
Este álbum rendeu indicações em 2 categorias no Troféu Talento 2004: a de melhor grupo do ano e a de melhor CD pop do ano.

## Faixas
1. Compromisso (Lição 2) (Betânia Lima)
2. Em Algum Lugar (Wagner Carvalho e Davi Fernandes)
3. Vinde a Mim (Betânia Lima)
4. Justiça de Deus (José Roberto Tobias, Wagner Carvalho e Betânia Lima)
5. Motivo Especial (Betânia Lima)
6. A Escolha (Roberta Lima)
7. O Que Eu Mais Quero (Kleber Lucas)
8. Clame a Deus (Wagner Carvalho e Davi Fernandes)
9. Vestes (Betânia Lima)
10. Grato a Ti (Davi Fernandes e Wagner Carvalho)
11. Poder do Amor (Roberta Lima)
12. É Tão Bom Viver (Valéria Lima)
13. Pai (Valéria Lima)

## Clipes
- Compromisso
- Clame a Deus